# جداریختی
در شاخه‌بندی جانداران، جُداریختی یا آپومورفی (به انگلیسی: apomorphy) خصوصیتی است که نسبت به اجداد مستقیم دارای تغییر وضعیت باشد یا روی شجره‌نامه، نسبت به گروه‌های خارجی‌تر، متفاوت باشد. در واقع جداریختی همان خصوصیات شاخص مربوط به هر گروه است یعنی خصوصیاتی که در گروه یافت می‌شود ولی در خارج گروه خیر. برای مثال در پستانداران، وجود مو یک جداریختی است و همچنین عدم حضور مو در آب‌بازسانان نیز یک جداریختی دیگر است.
به جداریختی، گاه «نوریختی» هم گفته‌اند اما اصطلاح نوریختی بیشتر به مفهومی دیگر در زمین‌شناسی اشاره دارد.

## هم‌جداریختی
هم‌جداریختی  یا سیناپومورفی (Synapomorphy) به جداریختی مشترک بین دو یا چند نمونه می‌گویند. مثلاً وجود مو هم‌جداریختی پستانداران است یعنی خصوصیتی که در همهٔ آنها مشترک است اما هم‌جداریختی   زیرگروه‌های آنها نیست. زیرا هر چند همه مو دارند ولی مو در آنها جداریخت نیست.

## خودجداریختی
خودجداریختی یا آتوپومورفی (Autapomorphy)، نوعی خاص از هم‌جداریختی است که به هیچ وجه در گروه‌های دور یا نزدیک به صورت مشابه، وجود نداشته باشد مثلاً قدرت پرواز (هر چند که «قدرت پرواز» خصوصیتی نیست که بتوان برای آن ارزش کلادیستیک تعیین کرد زیرا به شدت از منطق فازی پیروی می‌کند و بسیار متغیر است) خودجداریختی پرندگان نیست زیرا خفاش‌ها نیز می‌توانند پرواز کنند. البته این ویژگی را می‌توان هم‌جداریختی پرندگان نامید زیرا اجداد مستقیم آنها پرواز نمی‌کردند مگر اینکه ثابت شود آن نیاکان هم پرواز می‌کردند.